# Jeleniogłowy
Jeleniogłowy (prononciation : [jɛlɛɲɔˈɡwɔvɨ]) est une localité polonaise de la gmina de Międzyrzecz dans le powiat de Międzyrzecz de la voïvodie de Lubusz dans l'ouest de la Pologne.
La localité comptait approximativement une population de 8 habitants en 2006.

## Histoire
Avant 1945, cette localité était sur le territoire de l'Empire allemand dans le Royaume de Prusse dans la province de Brandebourg. (voir Évolution territoriale de la Pologne)
De 1975 à 1998, la localité appartenait administrativement à la voïvodie de Zielona Góra.

Depuis 1999, elle appartient administrativement à la voïvodie de Lubusz